# 명동역 (안동)
명동역(鳴洞驛)은 경상북도 안동시에 있는 구 경북선의 역이었다. 서울 지하철 4호선의 명동역과는 전혀 관계없는 역이다.
현재는 역사는 남아있지 않고 플랫폼만 남아있다. 일부 구내가 민가공간으로 활용되고 있다.

## 연혁
- 1931년 10월 16일 : 보통역으로 개업[1]
- 1944년 10월 1일 : 태평양 전쟁 전시 공출 명령으로 인한 점촌 ~ 안동간 선로철거로 폐역[2]

## 참고 문헌
1. ↑  조선총독부 관보 휘보(1931.10.16)
2. ↑  조선총독부 관보 고시 제1130호(1944.10.1)